# قشتالة القديمة
قشتالة القديمة هي منطقة تاريخية في إسبانيا، لها تعريفات مختلفة على مر القرون. تم تحديد امتداده رسميًا في التقسيم الإقليمي لإسبانيا عام 1833 كمجموع المقاطعات التالية: سانتاندير (الآن كانتابريا)، بورغوس، لوغرونيو (الآن لاريوخا)، سوريا، شقوبية، آفيلا، بلد الوليد وبالينسيا. مثل باقي المناطق في هذا التقسيم، لم يكن لدى قشتالة القديمة أي وكالة إدارية خاصة؛ فقط المقاطعات الفردية لديها إدارتها الخاصة.

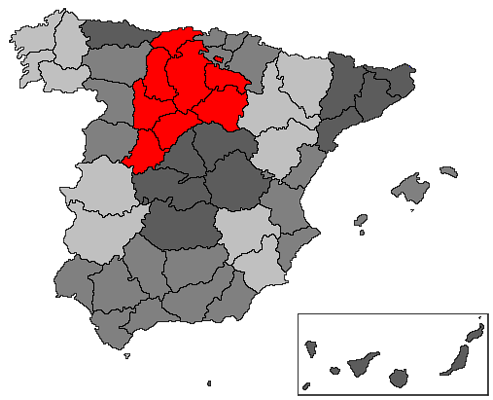
منطقة قشتالة القديمة، على النحو المحدد في التقسيم الإقليمي لإسبانيا عام 1833.